# Oketaella
Oketaella es un género de foraminífero bentónico de la subfamilia Schwagerininae, de la familia Schwagerinidae, de la superfamilia Fusulinoidea, del suborden Fusulinina y del orden Fusulinida. Su especie tipo es Oketaella fryei. Su rango cronoestratigráfico abarca desde el Sakmariense hasta el Wolfcampiense (Pérmico inferior).

## Discusión
Clasificaciones más recientes incluyen Oketaella en la superfamilia Schwagerinoidea, y en la subclase Fusulinana de la clase Fusulinata.

## Clasificación
Oketaella incluye a las siguientes especies:
- Oketaella battleshipwashensis †
- Oketaella borealis †
- Oketaella campensis †
- Oketaella cheneyi †
- Oketaella earglei †
- Oketaella fryei †
- Oketaella fuchengensis †
- Oketaella inflata †
- Oketaella lenensis †
- Oketaella oscurensis †
- Oketaella profryei †
- Oketaella provecta †
- Oketaella quasilenensis †
- Oketaella shiroishiensis †
- Oketaella sinensis †
- Oketaella takahashii †
- Oketaella waldripensis †